# Plínio Travassos
Plínio de Freitas Travassos (Niterói, 1 de agosto de 1893 — 25 de janeiro de 1962) foi um jurista e magistrado brasileiro. Foi procurador-geral da República e ministro do Tribunal Superior Eleitoral.

## Biografia
Filho de Godofredo de Freitas Travassos e Deodata Coelho Bastos de Freitas Travassos, Plínio Travassos formou-se bacharel em ciências jurídicas e sociais em 1913 pela Faculdade de Direito do Rio de Janeiro.
Iniciou sua carreira como delegado de polícia no Estado do Rio de Janeiro em 1914.

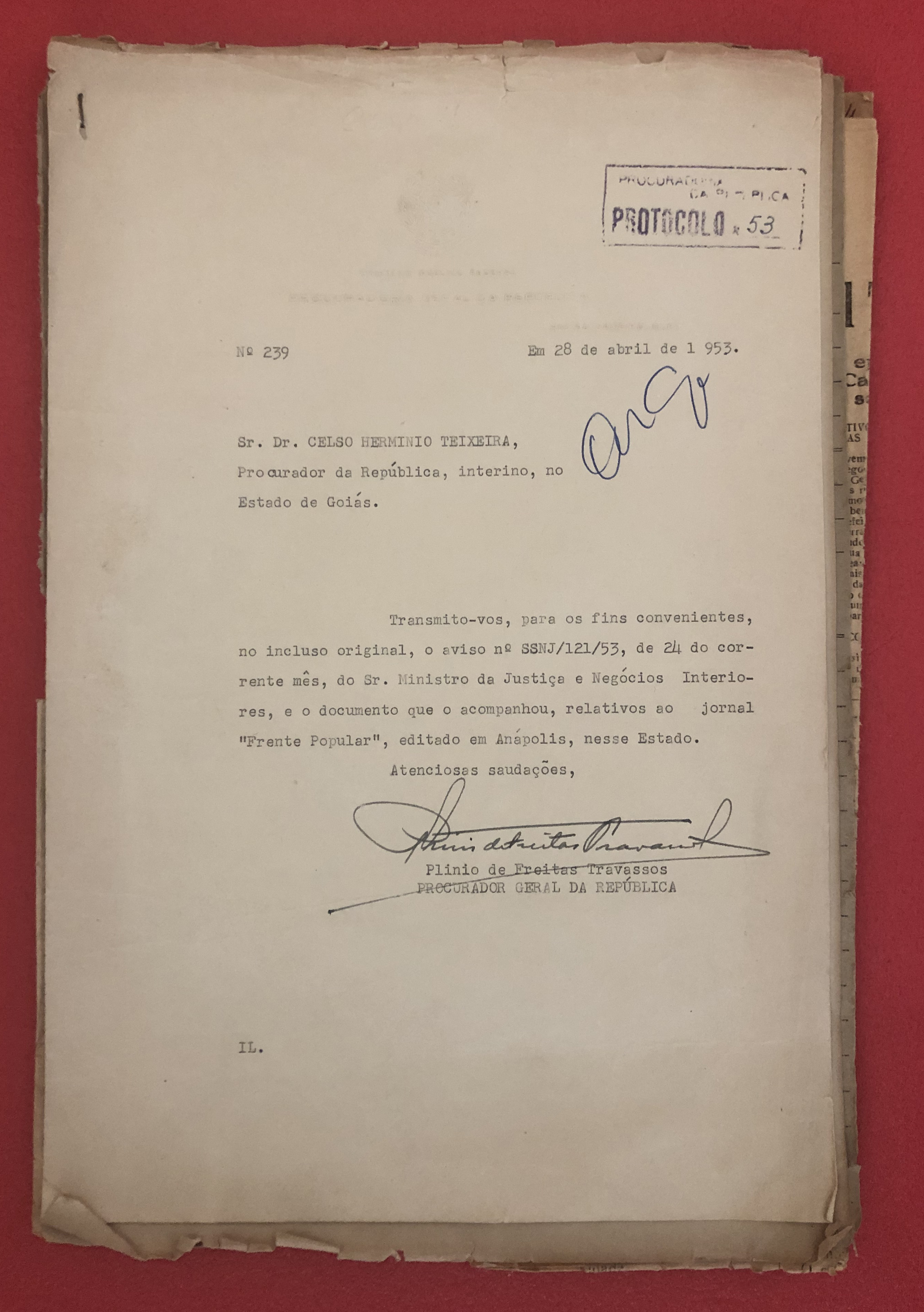
Ato como PGR em 1953.

Em 1921, tornou-se procurador da República. No exercício de suas funções, foi designado membro de inúmeras comissões até ser nomeado procurador-geral da República, em 23 de setembro de 1949, pelo presidente Eurico Gaspar Dutra, solicitando exoneração em 24 de janeiro de 1957.
Em 1959, foi nomeado ministro do Tribunal Superior Eleitoral, em vaga destinada a jurista, pelo presidente Juscelino Kubitschek, tomando posse no dia 5 de agosto e permanecendo em exercício em suas funções até 25 de janeiro de 1962, quando faleceu.